# Музиль, Роберт
Ро́берт Му́зиль (нем. Robert Musil; 6 ноября 1880, Клагенфурт — 15 апреля 1942, Женева) — австрийский писатель-модернист, драматург и эссеист. Автор романов «Человек без свойств» (оставшегося незаконченным) и «Душевные смуты воспитанника Тёрлеса», циклов рассказов «Соединения» и «Три женщины», прозаического сборника «Прижизненное наследие», драмы «Мечтатели» и комической пьесы «Винценц и подруга значительных мужей», а также многочисленных эссе, речей, театральных и литературно-критических статей.
Музей писателя находится в городе Клагенфурт, где он родился и прожил первый год жизни. Умер 15 апреля 1942 года в возрасте 61 года в Женеве. Наследие Музиля содержится в отделе рукописей Австрийской национальной библиотеки.

## Биография

### До 1918 года

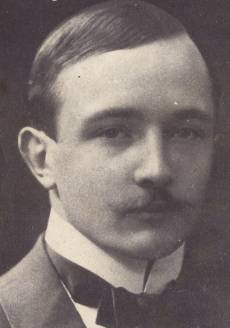
Роберт Музиль в 1900 году

Роберт Музиль был единственным сыном в семье инженера Альфреда Музиля (происходившего из старой австрийской дворянской семьи) и его жены Эрмине Бергауэр. Учился в средних школах в нескольких городах, где работал его отец, с 1891 года в Брно, где Альфред Музиль получил место в техническом университете, с 1892 по 1894 год в военном училище в Айзенштадте, затем в Технической Военной Академии в Границе (Mährisch-Weisskirchen). По окончании академии в 1897 году он решает отказаться от карьеры офицера и начинает посещать Технический Университет Брно, где работал его отец. В 1901 году он сдал экзамен на звание инженера.
В том же году он начал воинскую службу в 49-м пехотном полку Freiherr von Heß Nr. 49, расположенном в Брно, затем с 1902 по 1903 год работал научным сотрудником в техническом университете Штутгарта. Разочаровавшись в профессии инженера, он в 1903 году начинает изучать философию и психологию в Берлине, где входит в дружеские отношения с будущими писателями Альфредом Керром и Францем Бляем.
В 1906 году изобрёл цветной круг Музиля — устройство из двух наложенных цветных кругов для создания непрерывной гаммы цветов. Через два года, в 1908 году, защитил диссертацию на получение звания доктора под руководством известного психолога Карла Штумпфа (заглавие диссертации: Вклад в оценку учения Эрнста Маха). Предложенную ему возможность хабилитации (аналога докторской диссертации в России) отклонил, так как решил избрать профессию писателя.
В 1910 году Музиль переехал в Вену и стал библиотекарем в Венском техническом университете. 15 апреля 1911 года женился на Марте Маркофальди, урождённой Хайманн. До начала Первой мировой войны также работал журналистом в различных газетах. Так, в 1914 году газета Neue Rundschau напечатала эссе Музиля «Europäertum, Krieg, Deutschtum».
В Первой мировой войне Музиль как офицер запаса принял участие и закончил её в звании ландштурмхауптманна и со многими знаками отличия. Он был размещён в Южном Тироле, затем на итальянско-сербском фронте. 22 сентября 1915 года в Тренто едва не погиб во время бомбардировки. Этот опыт позже лёг в основу его знаменитого рассказа «Die Amsel». В 1916 и 1917 годах издавал газету Soldaten-Zeitung (Солдатская газета).
22 октября 1917 года отец Музиля получил наследственный дворянский титул, и фамилия Музиля стала читаться как Эдлер фон Музиль. В 1919 году титулы отменили, и фамилия снова стала Музиль.

### 1918—1938

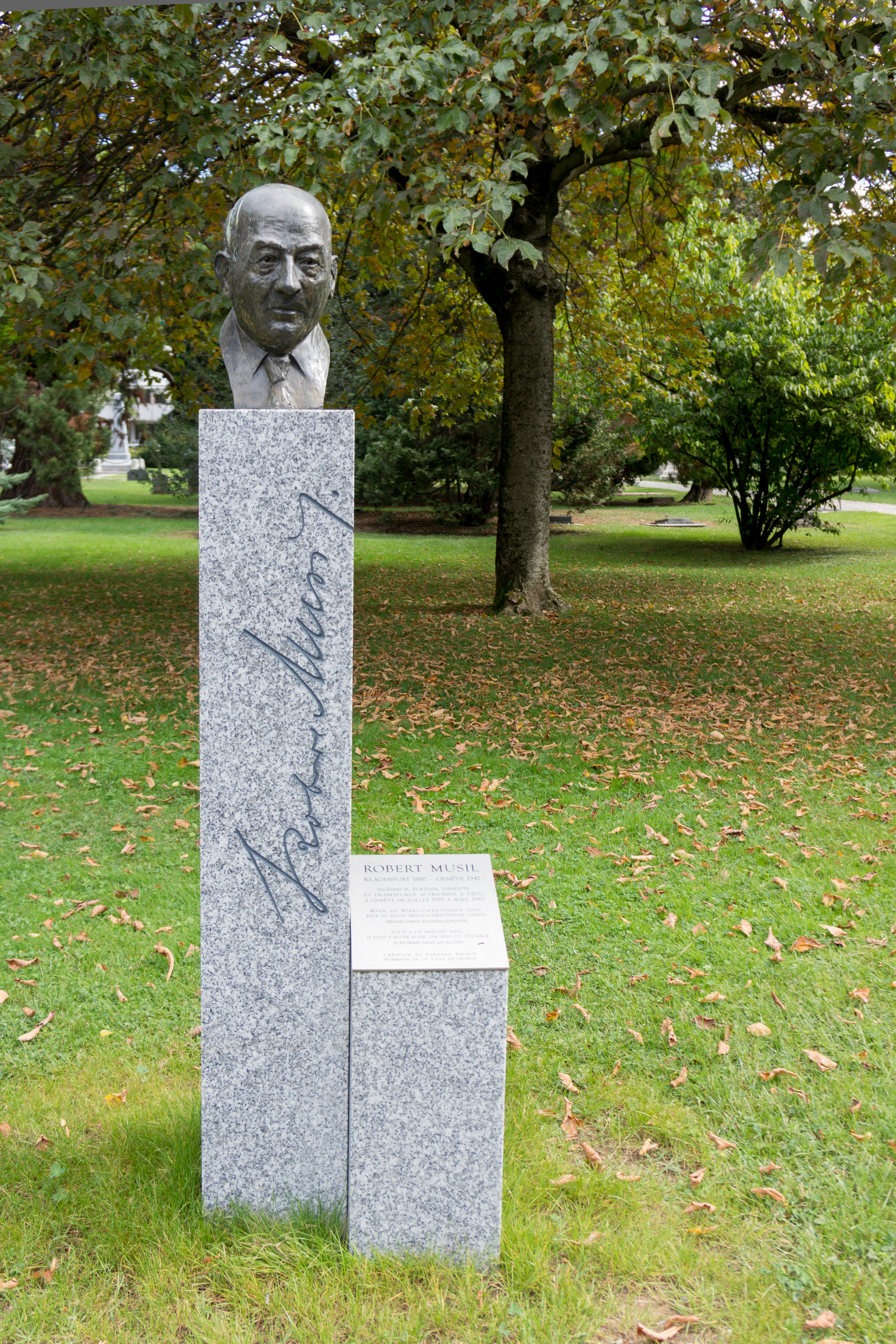
Памятник Музилю на Кладбище Королей в Женеве

С 1918 года Музиль ведёт жизнь независимого писателя. В начале 1920 года он знакомится в Берлине со своим будущим издателем Эрнстом Ровольтом. С 1921 года он также публиковался как театральный критик.
В 1921 году Музиль закончил большую пьесу Die Schwärmer, которая поставлена (в Берлине) только в 1929 году, так как критики считали её неподходящей для постановки на сцене, хотя в 1923 году пьеса была удостоена премии Клейста. Режиссёр настолько изменил текст произведения, что сам Музиль дистанцировался от постановки.
Второе его драматическое произведение, комедия Винценц и подруга значительных мужей (нем. Vinzenz und die Freundin bekannter Männer), оказалось намного успешнее.
Между 1923 и 1929 годами Музиль входил в правление Комитета Защиты Немецких Писателей в Австрии, вместе с Гуго фон Гофмансталем. В 1923 году он получил премию Клейста, в 1924 — художественную премию города Вены, а в 1929 — премию Герхарта Гауптмана. С 1931 года Роберт Музиль снова жил в Берлине. В это время Курт Глазер основал там Общество Музиля, которое было распущено в 1934 году после того, как писатель в 1933 году вернулся в Вену, но снова образовано уже в Вене. В Вене Музиль жил в Третьем округе по адресу Rasumofskygasse 20, и сегодня там находится его музей-квартира.
В 1936 году в возрасте 56 лет Музиль перенёс инсульт, от которого так полностью и не оправился.

### 1938—1942
В 1938 году благодаря посредничеству журналиста Рудольфа Ольдена Музиль вместе с женой эмигрировал в Цюрих, в этом же году его книги были запрещены в Германии (аннексировавшей Австрию). По экономическим причинам они в 1939 переехали в Женеву и жили там в чрезвычайно стеснённых обстоятельствах. Единственным источником их существования было пособие швейцарского фонда помощи немецким учёным.
15 апреля 1942 года Роберт Музиль умер на 62-м году жизни в Женеве от кровоизлияния в мозг. Его прах был развеян в пригороде Женевы. В 2011 памятник писателю установлен на женевском Кладбище Королей ().
Марта Музиль умерла в Риме в доме своего сына от первого брака в 1949 году.

## Творчество
Роберт Музиль известен прежде всего как автор незаконченного романа «Человек без свойств» (нем. Der Mann ohne Eigenschaften). Сразу после появления в начале 1930-х годов роман не привлёк большого внимания, но новое издание, составленное в 1950-х годах Адольфом Фризе (нем. Adolf Frisé) и включающее все фрагменты романа, привело к его переоткрытию. В контексте немецкоязычной литературы XX века Музиля часто ставят в один ряд с Германом Брохом, Томасом Манном, Элиасом Канетти и отмечают, что его стиль одновременно индивидуален и эпохален. В современной австрийской литературе творчество Музиля повлияло на целое поколение писателей, среди которых Герхард Амансхаузер, Рудольф Байр, Томас Бернхард, Алоис Брандштеттер, Андреас Окопенко, Михаэль Шаранг, Франц Шу и Юлиан Шуттинг.

## Кинематограф
Немецкий кинорежиссёр Фолькер Шлендорф создал на основе романа Музиля «Душевные смуты воспитанника Тёрлеса» экранизацию «Молодой Терлес» (1966). Фильм дебютировал на Каннском кинофестивале 1966 года. Картина стала первым полнометражным игровым фильмом Шлендорфа и получила премию FIPRESCI (Международной федерации кинопрессы). Фильм также получил ряд других призов и стал одним из первых международных успехов нового немецкого кино, наряду с работами Фассбиндера и Херцога.

## Наследие
В 1986 году швейцарский поэт и переводчик Филипп Жакоте адаптирует для театральной постановки на фестивале Festival du Marais пьесу Музиля «Мечтатели» (Exaltés). «Пьеса Винценц, или Подруга выдающихся мужей» часто ставится театральными режиссёрами, работающими в жанре абсурда.
В 2003 году французским танцовщиком и хореографом Франсуа Верре был поставлен спектакль «Тропка Музиля» (Chantier-Musil) по роману «Человек без свойств».
В 2014 году один из самых влиятельных международных философских журналов The Monist опубликовал специальный выпуск «Философия Роберта Музиля» по редакцией Бенса Нанэя.
В австрийском Клагенфурте (Bahnhofstraße 50) находится Литературный музей Роберта Музиля. Мемориальные доски и мемориальные камни также можно найти в Шарлоттенбурге и Женеве.
В 16 районе Вены Оттакринге имя писателя носит площадь Musilplatz (Музильплац).

### Произведения

#### Немецкие издания
- Die Verwirrungen des Zöglings Törleß (1906).
- Beitrag zur Beurteilung der Lehren Machs (Диссертация, 1908). Издана вместе с «Studien zur Technik und Psychotechnik» (Die Kraftmaschinen des Kleingewerbes, 1904, Die Beheizung der Wohnräume, 1904/05, Psychotechnik und ihre Anwendung im Bundesheere, 1922) как ISBN 3-498-04271-8, Rowohlt 1980
- Vereinigungen. Zwei Erzählungen. (1911)
- Die Schwärmer (1921)
- Grigia. Novelle (1923)
- «Три женщины» / Drei Frauen (1924)
- «Человек без свойств» / Der Mann ohne Eigenschaften (1931/32 две первые части, третья часть осталась незавершённой, реконструирована в многочисленных изданиях).
- Nachlaß zu Lebzeiten (1936, в том числе рассказ Die Amsel)
- Короткие прозаические фрагменты
- Записные книжки, письма, эссе
- Über die Dummheit. Выступление 1937 года отдельным изданием. Alexander Verlag Berlin 1999.
- Gesammelte Werke. 2 тома. Hg. v. Adolf Frisé. Reinbek, Rowohlt 1978 [ISBN 3-498-04256-4]
- Der literarische Nachlaß.  CD-ROM-Edition. Hg. von Friedbert Aspetsberger, Karl Eibl und Adolf Frisé. Reinbek bei Hamburg: Rowohlt 1992. (DOS-basierte Bedienungsoberfläche.)

#### Русские издания
- Музиль Р. Малая проза: Избранные произведения в 2-х т. / Сост. Е. А. Кацевой — М.: Канон-пресс-Ц; Кучково поле, 1999. (Т. 1: Душевные смуты воспитанника Тёрлеса; Созревание любви; Искушение кроткой Вероники; Мечтатели; Винценц, или Подруга выдающихся мужей; Т. 2: Три женщины: Новеллы; Прижизненое наследие; Афоризмы; Из Дневников; Эссе).
- Душевные смуты воспитанника Тёрлеса. ISBN 5-267-00078-7
- Человек без свойств, перевод С. Апта, ISBN 978-5-699-24435-5
- Португалка. Новеллы. ISBN 5-352-01186-0